# Francis Douglas

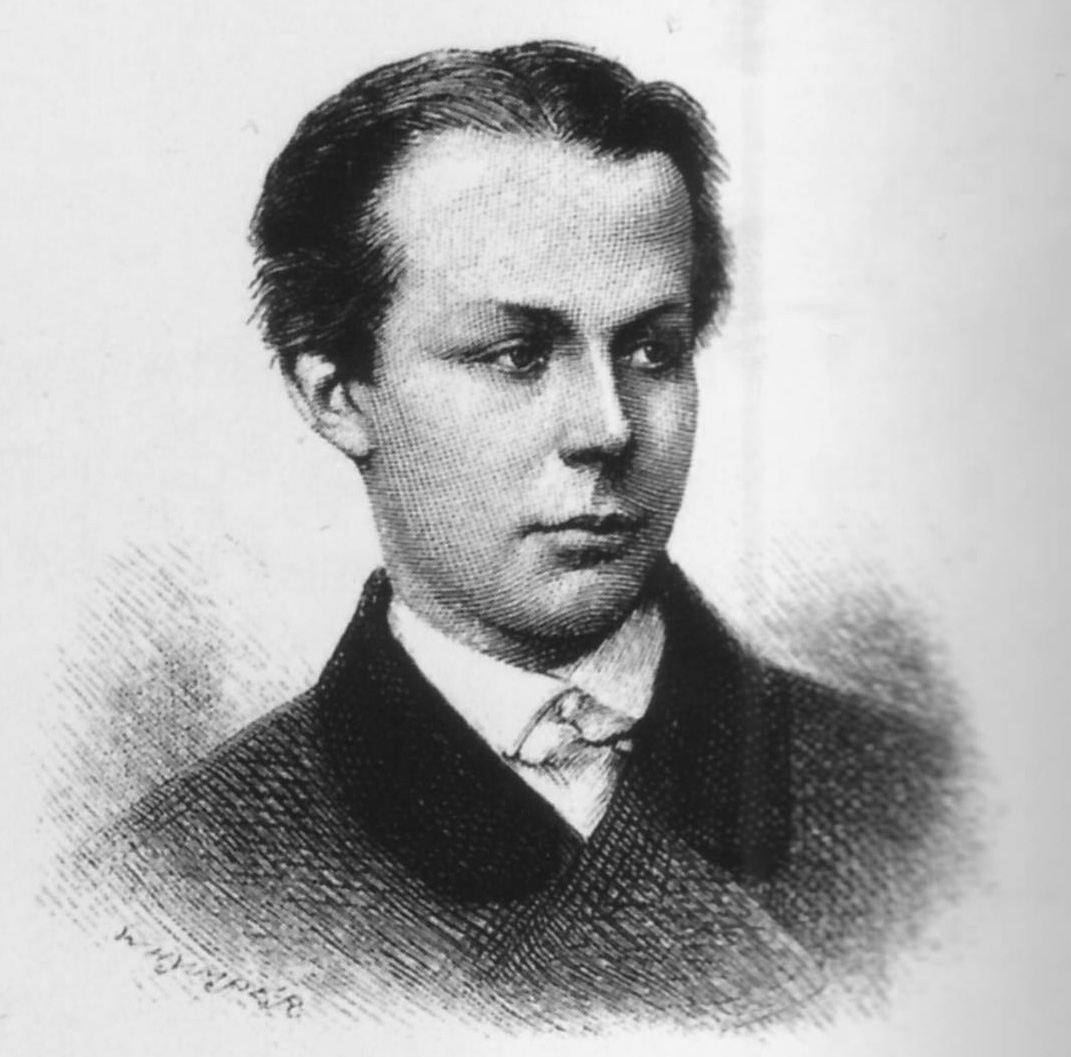
Lord Francis Douglas (Zeichnung von Edward Whymper)

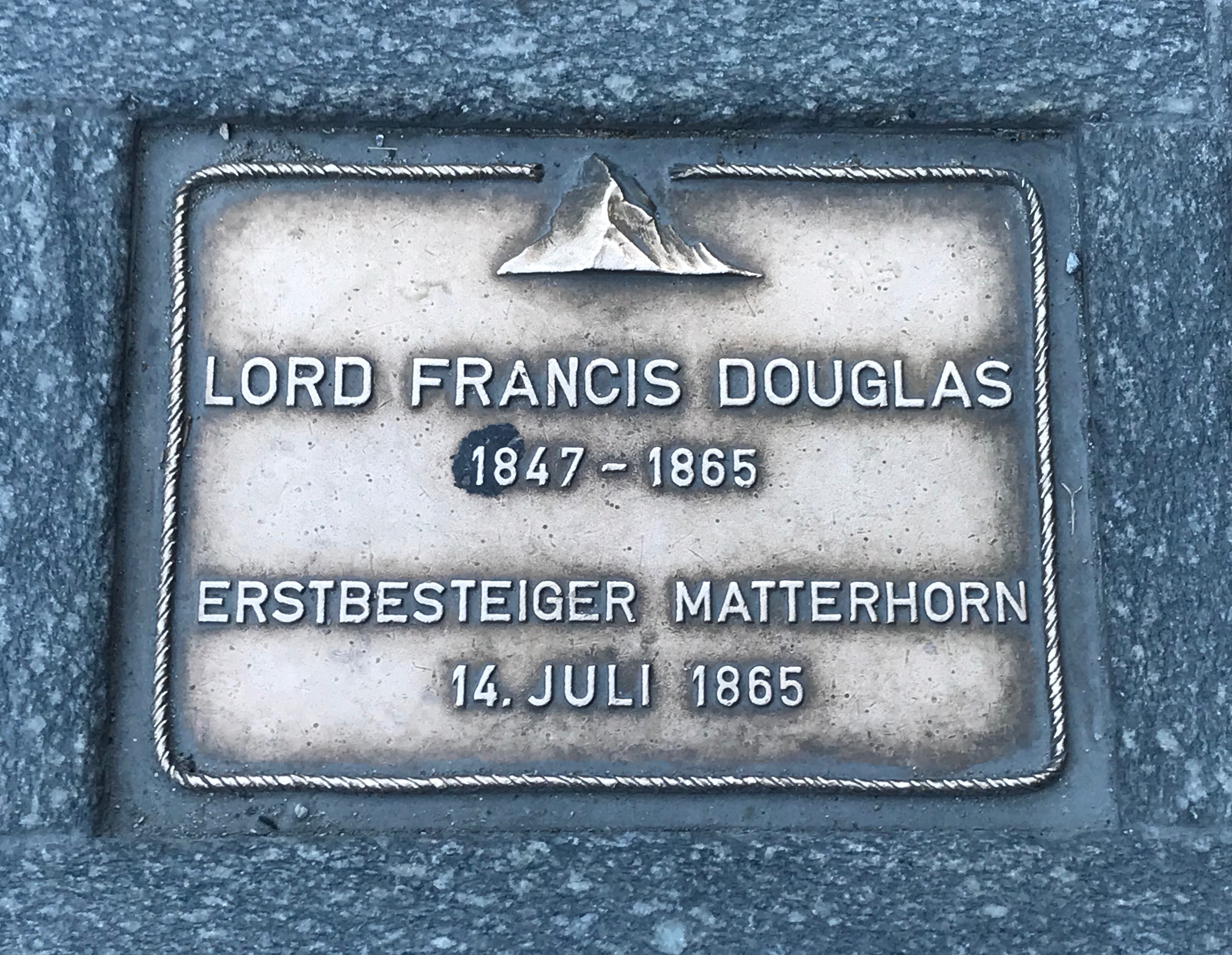
Erinnerungstafel auf der Bahnhofstrasse in Zermatt

Lord Francis William Bouverie Douglas (* 8. Februar 1847; † 14. Juli 1865 durch Absturz am Matterhorn) war ein britischer Bergsteiger.

## Leben
Als ein Sohn des Archibald William Douglas, 8. Marquess of Queensberry, entstammte er dem schottischen Geschlecht der Douglas. Er war einer jener britischen Alpinisten, die im 19. Jahrhundert zusammen mit einheimischen Bergführern die Erstbesteigung noch uneroberter Alpengipfel versuchten.  Beim dritten Versuch der Erstbesteigung des Ober Gabelhorns im Juli 1865 wurde er nur um einen Tag von einer anderen Seilschaft geschlagen. Danach wandte er sich der Erstbesteigung des Matterhorns zu, über die Schweizer Seite von Zermatt ausgehend.

## Matterhorn-Erstbesteigung
In Zermatt schloss sich Douglas mit den britischen Bergsteigern Edward Whymper, Charles Hudson und dessen Schüler Douglas Robert Hadow sowie den Bergführern Michel Croz (aus Chamonix), Peter Taugwalder Vater und Peter Taugwalder Sohn (beide aus Zermatt) zusammen. Dieser Seilschaft gelang am 14. Juli 1865 über den Hörnligrat die Erstbesteigung des Matterhorns. Beim Abstieg formierte sich die Seilschaft neu: Zuerst ging Croz, danach Hadow, dann Hudson und Douglas. Diese Bergsteiger wurden durch ein 60-m-Seil gesichert. Die folgenden Bergsteiger Taugwalder senior, Whymper und Taugwalder junior waren durch ein zweites, schwächeres Seil mit der Führungsgruppe verbunden. Beim Abstieg rutschte der unerfahrene und ermüdete Hadow auf einer Eisplatte oberhalb der so genannten Schulter aus, fiel auf Croz und zog Hudson und Douglas mit sich. Beim Versuch von Taugwalder senior, die Rutschenden zu halten, riss das Seil; die Bergsteiger stürzten über die Nordwand tödlich ab. 
Die Leichen von Croz, Hudson und Hadow wurden einige Tage später vom Matterhorngletscher geborgen. Die Leiche von Francis Douglas wurde bisher nicht gefunden.

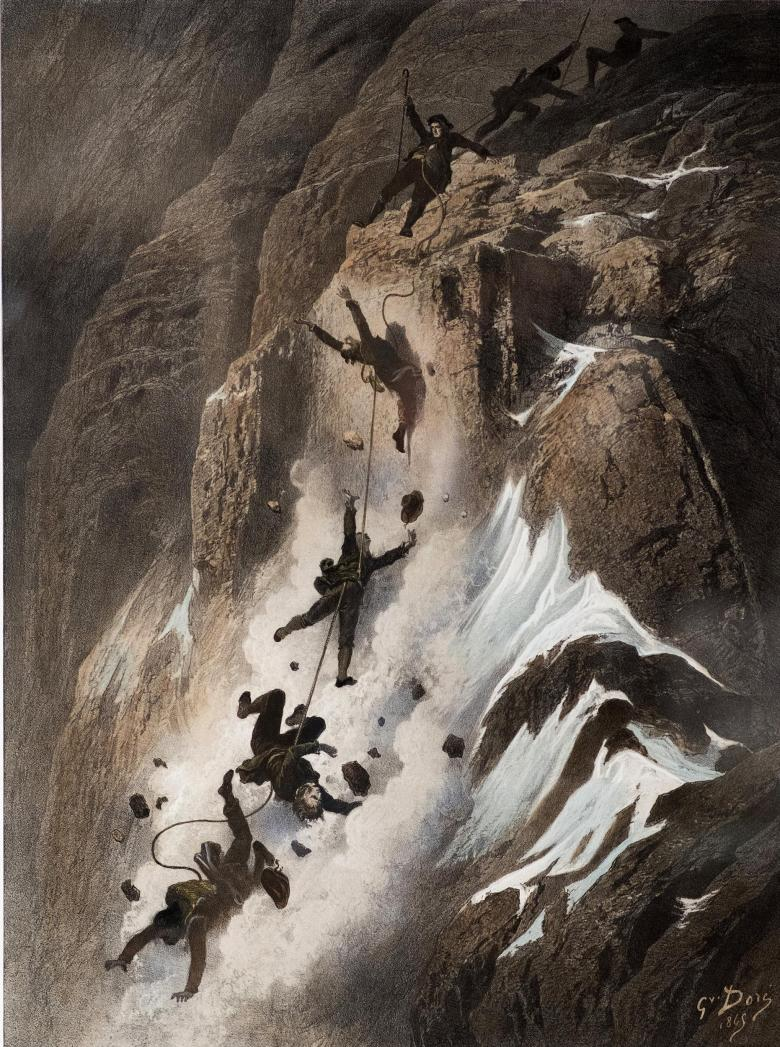
Illustration des Unglücks von Gustave Doré (1865)